# I Set My Friends On Fire
I Set My Friends On Fire (även kända som ISMFOF) är en amerikansk nintendocore/post-hardcore/screamo-grupp, bestående av Matt Mihana (sång) och Nabil Moo (sång, gitarr och programmering). De gjorde sig först kända på MySpace på grund av sin cover på Soulja Boys låt "Crank That (Soulja Boy)". Låten fick där över en miljon lyssningar. 
De har skrivit kontrakt med skivbolaget Epitaph Records, som släppte deras debutalbum You Can't Spell Slaughter Without Laughter den 7 oktober 2008. Albumet fick inte särskilt bra kritik. Det kom på 29:e plats på Billboard Top Heatseekers. 
Bandet har också gjort en låt (Sex Ed Rocks) med YouTube-kändisarna Smosh som blivit kända genom Youtube genom att lägga upp små klipp. Smosh skrev texten och bad ISMFOF att göra låten med dem.

## Bandmedlemmar
Nuvarande medlemmar
- Matt Mehana – sång, keyboard, programmering (2007–)
- Nate Blasdell – sologitarr, bakgrundssång, keyboard, programmering (2014–)
- Chris Thompson – trummor (2016–)
- Connor Mitchener – basgitarr (2016–)
- Hector Bagnod – rytmgitarr (2017–)

Tidigare medlemmar
- Nabil Moo – gitarr, keyboard, bakgrundssång, basgitarr, sequencer, programmering (2007–2010)
- Chris Lent – trummor, gitarr, keyboard, sequencer (2009–2011)
- Josh Miller – trummor (2015–2016)
- Jonathan Rosell – rytmgitarr (2015–2017)

Turnerande medlemmar
- Cody Wagner – trummor (2016)
- Blake Steiner – sologitarr (2010-2011)
- Evan Perry – DJ (2011)
- Ashton Howarth – rytmgitarr (2011)
- Andrew Tapley – rytmgitarr, basgitarr (2011)
- Matt Mingus – trummor (2012)
- Joe Nelson – sologitarr, bakgrundssång (2011–2012)
- Airick Delgado – rytmgitarr (2012)
- August Bartell – trummor (2012)

## Diskografi
Studioalbum
- 2008 – You Can't Spell Slaughter Without Laughter
- 2011 – Astral Rejection
- 2018 – Caterpillar Sex

EP
- 2008 –  Set My Friends on Fire

Singlar
- 2008 – "Crank That"
- 2008 – "Sex Ed Rocks"
- 2009 – "Things That Rhyme with Orange"
- 2009 – "Four Years Foreplay"
- 2010 – "Excite Dyke"
- 2011 – "It Comes Naturally"
- 2011 – "Life Hertz"
- 2011 – "Astral Rejection"
- 2013 – "Midwife Toad"
- 2013 – "The "D" in Capitation"
- 2013 – "My Little Cabbage Planetarium"
- 2014 – "Pro Seizures"
- 2014 – "Nobody Wants To Be Parrot Man"
- 2015 – "Nail Biting Therapy"
- 2016 – "My Uzi Holds A Hundred Round Conscience"
- 2017 – "The Vision and Scarlet Witch"

## You Can't Spell Slaughter Without Laughter
Alla låtar är skrivna av gruppen själv, förutom "Crank That" som är skriven av DeAndre Way.

### Låtlista
1. "Sh!t It Talks…I'm Out of Here" – 1:03
2. "Brief Interviews With Hideous Men" – 1:37
3. "Beauty Is In The Eyes of the Beerholder" – 2:26
4. "Things That Rhyme with Orange" – 3:24
5. "ASL" – 2:42
6. "Interlude" – 1:51
7. "Ravenous, Ravenous Rhinos" – 2:42
8. "HXC 2-Step" – 3:18
9. "WTFWJD" – 3:08
10. "Crank That" – 3:02
11. "But the NUNS Are Watching…" – 3:26
12. "Reese's Pieces, I Don't Know Who John Cleese Is?" – 6:26